# Naissance en 1215
Naissance
- 1211
- 1212
- 1213
- 1214
- 1215
- 1216
- 1217
- 1218
- 1219

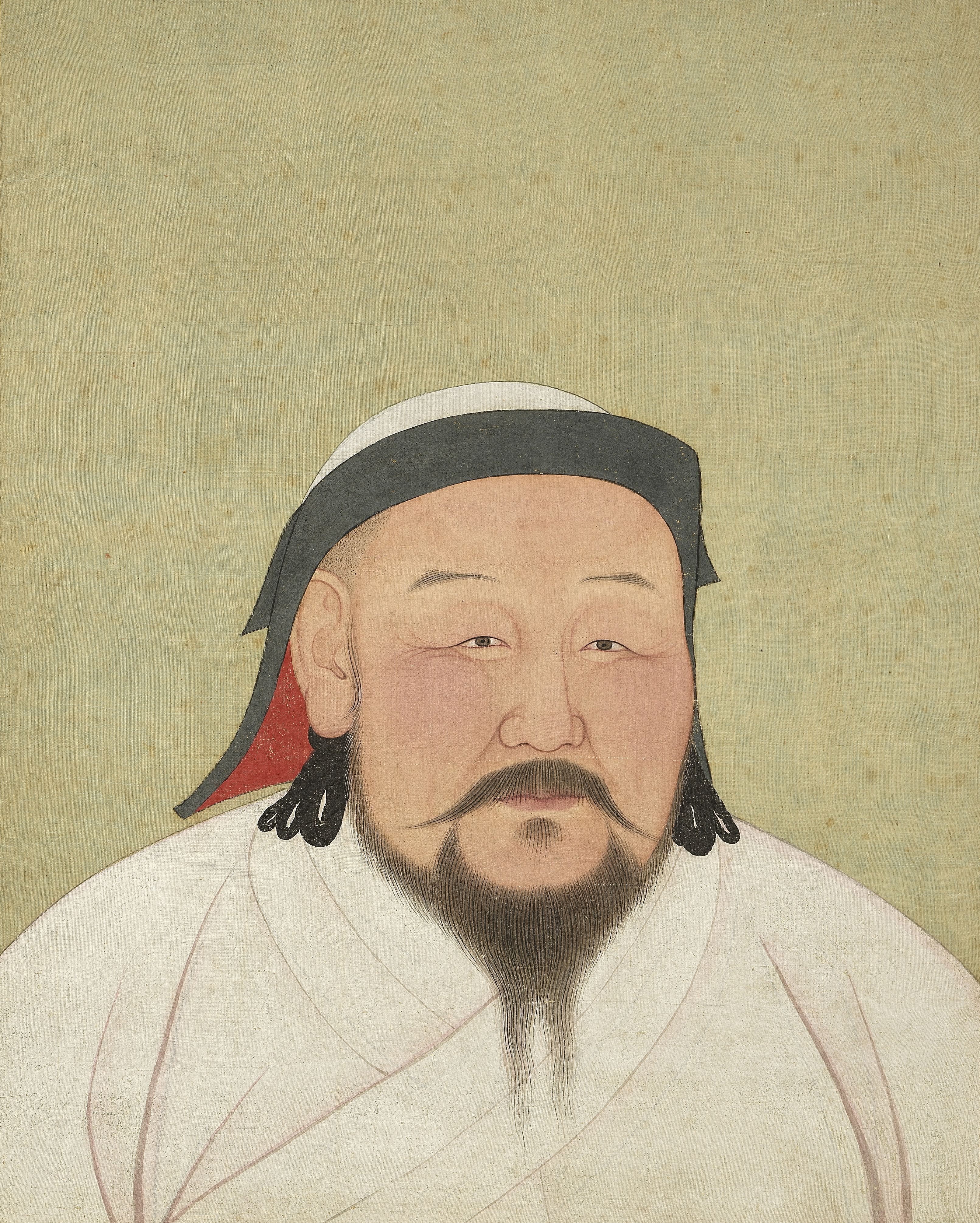
Kubilai Khan, né en 1215.

Cette page dresse une liste de personnalités nées au cours de l'année 1215
- 5 mai : Alphonse III, roi du Portugal.
- 23 septembre : Kubilai Khan : khagan mongol puis empereur de Chine, petit-fils de Genghis Khan.

- Aliénor d'Angleterre, également appelée Éléonore d'Angleterre, Aliénor Plantagenêt ou Aliénor de Leicester, princesse anglaise.
- Catherine de Ymseborg, reine de Suède et de Finlande.
- David VII de Géorgie, co-roi de Géorgie de la dynastie des Bagratides.
- Guillaume de Beaumont-Gâtinais, seigneur de Beaumont-du-Gâtinais, de Villemomble et comte de Caserte, dit Pied-de-Rat.
- Jean d'Ibelin, comte de Jaffa et d'Ascalon est un juriste renommé et l'auteur d'un important traité de lois du royaume de Jérusalem.
- Marie d'Antioche, dame de Toron.
- Guillaume de Rubrouck, ou de Rubroeck, dit Rubruquis, franciscain de langue flamande, sujet et intime de Saint Louis.

date incertaine (vers 1215)
- Catherine de Limbourg, régente du duché de Lorraine.
- Robert Kilwardby, archevêque de Cantorbéry en Angleterre, cardinal, philosophe et théologien dominicain.
- Otton II de Gueldre, comte de Gueldre et de Zutphen.
- Siemovit Ier de Mazovie, duc de Czersk, de Mazovie et de Sieradz.

## Crédit d'auteurs
- Cet article est partiellement ou en totalité issu de l'article intitulé « 1215 » (voir la liste des auteurs).